# Ёнэдзава (княжество)
Княжество Ёнэдзава (яп. 米沢藩 Ёнэдзава-хан) — феодальное княжество (хан) в Японии периода Эдо (1601—1871), в провинции Дэва региона Тосандо на севере острова Хонсю.

## Краткая история
Административный центр княжества: замок Ёнэдзава (современный город Ёнэдзава, префектура Ямагата).
Доход хана:
- 1601—1871 годы — 300 000 -> 150 000 -> 180 000 -> 147 000 коку риса

В период Сэнгоку регион принадлежал роду Датэ (1548—1591). В 1591 году Датэ Масамунэ получил во владение Ивадеяму в провинции Муцу. В 1598 году Тоётоми Хидэёси передал область Айдзу на севере Хонсю, доход от которого оценивался в 1200000 коку риса, во владение Уэсуги Кагэкацу (1556—1623).
В 1600 году во время борьбы за верховную власть между Токугавой Иэясу и Исидой Мицунари Уэсуги Кагэкацу поддержал последнего. Союзники Токугава Иэясу, даймё Могами Ёсиаки и Датэ Масамунэ, вели успешные военные действия против Уэсуги Кагэкацу на севере Хонсю. После победы Токугавы Иэясу в битве при Сэкигахара Уэсуги Кагэкацу получил статус тодзама-даймё и лишился своего богатого домена Айдзу-хана. В 1601 году он получил во владение Ёнэдзава-хан в провинции Дэва с годовым доходом в 300 000 коку риса.
В 1664 году скончался 3-й даймё Ёнэдзава-хана Уэсуги Цунакацу (1645—1664), не оставив после себя наследника. По предложению даймё Айдзу-хана Хосины Масаюки, младшего брата сёгуна Токугавы Иэмицу, новым правителем княжества был избран Уэсуги Цунанори, сын Киры Ёсинаки (1641—1703) и Уэсуги Томико (1643—1704), младшей сестры Уэсуги Цунакацу.
В середине XVII века годовой доход княжества был сокращен до 150 000 коку риса. Ёнэдзава-хан стал испытывать серьёзные финансовые трудности. В 1767 году 8-й даймё Уэсуги Сигэсада отказался от власти в пользу своего приемного сына Уэсуги Харунори (1767—1785). Уэсуги Харунори провёл реформы и постепенно возродил экономику княжества. Он ввел строгие дисциплинарные меры, приказав казнить несколько советников (каро), которые выступила против его планов реформ. В результате реформирования княжество Ёнэдзава стало довольно процветающим и почти не пострадало от великого голода в Японии (1781—1789). В 1830 году сёгунат Токугава официально признал Ёнэдзава-хан образцом хорошо управляемого владения.
Во время гражданской войны в Японии в 1868 году 12-й даймё Ёнэдзава-хана Уэсуги Наринори присоединился к Северному союзу японских княжеств, созданному против нового императорского правительства. Осенью того же года Северный союз, члены которого действовали разобщенно, потерпел поражение от императорской армии. В 1869 году из состава Ёнэдзава-хана было выделено дочернее княжество Ёнэдзава Синдэн хан с доходом в 3000 коку. В 1871 году Ёнэдзава-хан был ликвидирован. Княжество было переименовано в префектуру Ёнэдзава, вскоре она была объединена с соседней префектурой Окитама под названием префектура Ямагата.

## Правители княжества
- Род Уэсуги, 1601—1871 (тодзама-даймё)

| №  | Имя             | Имя       | Годы правления | Годы жизни  | Примечания                                                                               |
| -- | --------------- | --------- | -------------- | ----------- | ---------------------------------------------------------------------------------------- |
| 1  | Уэсуги Кагэкацу | 上杉 景勝 | 1601 — 1623    | 1556 — 1623 | Сын Нагао Масакунэ, племянник и приемный сын Уэсуги Кэнсина                              |
| 2  | Уэсуги Садакацу | 上杉定勝  | 1623 — 1645    | 1604 — 1645 | Сын и преемник Уэсуги Кагэкацу                                                           |
| 3  | Уэсуги Цунакацу | 上杉綱勝  | 1645 — 1664    | 1639 — 1664 | Старший сын Уэсуги Садакацу                                                              |
| 4  | Уэсуги Цунанори | 上杉綱憲  | 1664 — 1703    | 1663 — 1704 | Старший Киры Ёсинаки и Уэсуги Томико, племянник Уэсуги Цунакацу                          |
| 5  | Уэсуги Ёсинори  | 上杉吉憲  | 1703 — 1722    | 1684 — 1722 | Сын и преемник Уэсуги Цунанори                                                           |
| 6  | Уэсуги Мунэнори | 上杉宗憲  | 1723 — 1734    | 1714 — 1734 | Старший сын Уэсуги Ёсинори                                                               |
| 7  | Уэсуги Мунэфуса | 上杉宗房  | 1734 — 1746    | 1718 — 1746 | Второй сын Уэсуги Ёсинори                                                                |
| 8  | Уэсуги Сигэсада | 上杉重定  | 1746 — 1767    | 1720 — 1798 | Четвертый сын Уэсуги Ёсинори                                                             |
| 9  | Уэсуги Харунори | 上杉 治憲 | 1767 — 1785    | 1751 — 1822 | Второй сын Акидзуки Танэмицу (Канэтоми), даймё Таканабэ-хана, усыновлен Уэсуги Сигэсадой |
| 10 | Уэсуги Харухиро | 上杉治広  | 1785 — 1812    | 1764 — 1822 | Второй сын Уэсуги Сигэсады, усыновлен Уэсуги Харунори                                    |
| 11 | Уэсуги Нарисада | 上杉斉定  | 1812 — 1839    | 1788 — 1839 | Сын Уэсуги Кацухиро, племянник Уэсуги Харухиро                                           |
| 12 | Уэсуги Наринори | 上杉 斉憲 | 1839 — 1869    | 1820 — 1889 | Старший сын и преемник Уэсуги Нарисады                                                   |
| 13 | Уэсуги Мотинори | 上杉 茂憲 | 1869 — 1871    | 1844 — 1919 | Старший сын Уэсуги Наринори                                                              |